# Nihoa (genre)
Pour l’article homonyme, voir Nihoa.
Genre
Nihoa est un genre d'araignées mygalomorphes de la famille des Barychelidae.

## Distribution
Les espèces de ce genre se rencontrent en Océanie.

## Liste des espèces
Selon World Spider Catalog (version 21.5, 04/10/2020) :
- Nihoa annulata (Kulczyński, 1908)
- Nihoa annulipes (Thorell, 1881)
- Nihoa aussereri (L. Koch, 1874)
- Nihoa bisianumu Raven, 1994
- Nihoa courti Raven, 1994
- Nihoa crassipes (Rainbow, 1898)
- Nihoa gressitti Raven, 1994
- Nihoa gruberi Raven, 1994
- Nihoa hawaiiensis (Raven, 1988)
- Nihoa itakara Raven, 1994
- Nihoa kaindi Raven, 1994
- Nihoa karawari Raven, 1994
- Nihoa lambleyi Raven, 1994
- Nihoa madang Raven, 1994
- Nihoa mahina Churchill & Raven, 1992
- Nihoa maior (Kulczyński, 1908)
- Nihoa mambulu Raven, 1994
- Nihoa pictipes (Pocock, 1898)
- Nihoa raleighi Raven, 1994
- Nihoa tatei Raven, 1994
- Nihoa vanuatu Raven, 1994
- Nihoa variata (Thorell, 1881)
- Nihoa verireti Raven, 1994

## Publication originale
- Churchill & Raven, 1992 : « Systematics of the intertidal trapdoor spider genus Idioctis (Mygalomorphae: Barychelidae) in the western Pacific with a new genus from the northeast. » Memoirs of the Queensland Museum, vol. 32, no 1, p. 9-30 (texte intégral).